# انستیتو زبان و ادبیات رودکی
انستیتو زبان و ادبیات به نام ا. رودکی (تاجیکی: Институти забон ва адабиёт ба номи А. Рӯдакии یا به‌طور مخفف ИЗА) یک مؤسسه تحقیقات علمی وابسته به آکادمی ملی علم‌های تاجیکستان در شهر دوشنبه است که در آن مسائل زبان و ادبیات فارسی تاجیکی پژوهش و بررسی می‌شود. این مؤسسه یکی از قدیمی‌ترین موسسات تحقیقاتی در آکادمی علوم تاجیکستان و قدیمی‌ترین نهاد تنظیم‌کننده زبان فارسی است.
این مؤسسه در جریان تغییر خط در تاجیکستان از فارسی به لاتین و از لاتین به سیریلیک نقش مهمی را ایفا کرد. مطالعه تاریخ، دستور زبان و گویش‌های فارسی تاجیکی، تدوین فرهنگ‌نامه‌های دوزبانه، سبک‌شناسی و چاپ فرهنگ‌نامه‌های اصطلاحاتی، پژوهش دربارهٔ مسائل شعری، مطالعه تطبیقی زبان‌های تاجیکی و روسی، جمع‌آوری و انتشار آثار فولکلور و پژوهش در زمینه آن، آماده‌سازی چاپ آثار ادبی باستانی، بررسی ویژگی‌های آثار نویسندگان کلاسیک و معاصر از فعالیت‌های اصلی انستیتو زبان و ادبیات هستند. در سراسر تاجیکستان موزه‌های بسیاری نیز وابسته به این مؤسسه هستند.

## تاریخ
پیشینه ایجاد یک مؤسسه مربوط به زبان به اوایل بنیان‌گذاری جمهوری شوروی سوسیالیستی تاجیکستان بازمی‌گردد که در آن با تصمیم هیئت رئیسه اتحاد جماهیر شوروی سوسیالیستی بخش (سکتور) تاریخ و زبان در ۱۷ مارس ۱۹۳۲ تأسیس شد. بر این اساس، انستیتو تاریخ، زبان و ادبیات تاجیکستان در ۱۹ نوامبر ۱۹۴۰ تأسیس شد و به عنوان یک نهاد علمی مستقل در شعبه تاجیکستان اتحاد جماهیر شوروی درآمد.
پس از بنیادگذاری آکادمی علوم تاجیکستان (۱۹۵۱) مطابق با مصوبه شورای وزیران جمهوری شوروی تاجیکستان در ۱۴ آوریل ۱۹۵۱ یک مؤسسه زبان و ادبیات مستقل با چهار بخش تحقیقاتی زبان، ادبیات کلاسیک، ادبیات شوروی و فرهنگ‌نامه‌ها تأسیس شد. در سال ۱۹۵۵ موزه صدرالدین عینی به عنوان زیرمجموعه این مؤسسه تأسیس شد. در ۱۹۵۸ به مناسبت هزاروصدمین سالگرد ابوعبدالله رودکی، این مؤسسه به نام این شاعر نامگذاری شد. در ۴ فوریه ۲۰۱۱ انستیتو شرق‌شناسی و میراث خطی با انستیتو زبان و ادبیات ادغام شد و «انستیتو زبان، ادبیات، شرق‌شناسی و میراث خطی به نام رودکی» شکل گرفت. در سال ۲۰۱۷ دوباره بخش شرق‌شناسی و میراث خطی از انستیتو زبان جدا شد و این مؤسسه فعالیت خود را با نام پیشین خود از سر گرفت.

## شعبه‌ها
انستیتو زبان و ادبیات رودکی دارای دو شعبهٔ زبان و فولکلور است.

### شعبهٔ زبان
شعبهٔ زبان بر موضوع «تاریخ پیدایش و تحولات تاجیکی» کار می‌کند. هدف اصلی این شعبه جمع‌آوری مطالب و ارائهٔ نتایج پژوهش‌ها در قالب کتاب و مقاله است. مطالعهٔ گویش‌های تاجیکی و زبان‌های ایرانی شرقی همچون زبان‌های پامیری و یغنابی یکی از جنبه‌های اصلی کار این شعبه است.

### شعبهٔ فولکلور
شعبهٔ فولکلور در مورد «مقایسهٔ تطبیقی آثار فولکلور تاجیکان درون‌مرزی و برون‌مرزی در متن‌های سنت‌های اجتماعی و فرهنگی آن‌ها» فعالیت می‌کند. این شعبه دارای بخشی به نام گنجینه است که پژوهشگران در بیش از ۷۰ سال زمان بیش از ۲۲۵٬۰۰۰ اثر فولکلور تاجیکی را، شامل ۲۱٬۰۰۰ ضرب‌المثل، ۸٬۲۰۰ چیستان، ۳۰٬۰۰۰ رباعی و دوبیتی، ۲۸٬۱۰۰ بیت، ۲۰٬۰۰۰ ترانه، ۱۳٬۲۰۰ سرود، ۶٬۱۰۰ افسانه، ۳٬۲۰۰ لطیفه و ۱۱۸ داستان، جمع‌آوری و ثبت کرده‌اند.

## رئیس‌ها
رئیسان انستیتو زبان و ادبیات تاجیکستان از زمان بنیانگذاری تاکنون به شرح زیر می‌باشند:
- باباجان نیازمحمدوف (۱۹۴۱–۱۹۴۴)
- شریف‌جان حسین‌زاده (۱۹۴۴–۱۹۴۷)
- عبدالغنی میرزایف (۱۹۴۷–۱۹۵۲)
- ملاجان فاضل‌اف (۱۹۵۲–۱۹۵۸)
- خالق میرزازاده (۱۹۵۸–۱۹۵۹)
- ناصرجان معصومی (۱۹۵۹–۱۹۷۲)
- عبدالقادر مانیازوف (۱۹۷۲–۲۰۰۰)
- دادخدا سیم‌الدین‌اف (۲۰۰۰–۲۰۰۵)
- سیف‌الدین نظرزاده (۲۰۰۶–۲۰۱۱)
- اکبر تورسان‌زاد (۲۰۱۱–۲۰۱۵)
- سخی‌داد رحمت‌الله‌زاده (۲۰۱۵-اکنون)